# Märlkräftor
Märlkräftor eller märlor (Amphipoda) är en artrik ordning bland kräftdjuren inom överordningen Peracarida. De är tillplattade från sidorna till skillnad från gråsuggorna (Isopoda) som är tillplattade uppifrån (dorsoventralt). De flesta lever i haven, men några i sötvatten och några få på land. Några få är ektoparasiter. Amfipoderna är en viktig del i näringskedjorna. Cirka 8 000 arter är beskrivna, men många fler finns säkert.

## Byggnad

Schematisk översikt över märlkräftornas kroppsdelar.

Kroppen är indelad i 13 segment som bildar huvud, mellankropp (thorax eller pereon) och bakkropp (abdomen eller pleon). Huvudet har två par antenner, oskaftade komplexögon och mundelar. Thorax och abdomen är i de flesta fall sammantryckta från sidorna och har olika slags benpar. Thorax har 7 benpar, varav 5 är gångben (pereopoder). De främre två paren är ombildade till gripverktyg (gnatopoder). Abdomen, som består av 6 segment, har flera par simben (pleopoder). Ryggsköld saknas. 
Namnet Amphipoda (amfi = två olika, pod = fot) syftar på att de första fyra pereopodparen är riktade framåt och de sista tre bakåt (till skillnad från Isopoda = lika fötter).
Gälar finns på thoraxsegmenten, på insidan av benparen, där de är belägna i en kanal som bildas av benen. Genom dessas rörelser uppstår en vattenström bakifrån och framåt, som ständigt förser gälarna med friskt vatten. Märlkräftorna har öppen blodcirkulation med ett hjärta; blodet transporterar syre med hjälp av hemocyanin. Upptag och utsöndring av salter sköts av körtlar vid antennerna.

## Ekologi
Amfipoder finns i nästan alla vatten, både hav och sötvatten. Några få är landlevande. De flesta är detritusätare eller asätare. Några äter alger eller är allätare eller rovdjur, som förtär små insekter eller andra kräftdjur. Födan grips ofta med de första två benparen som bär klor.
De flesta gammarider är bottenlevande. 750 arter lever i grottor. Många arter lever i symbios med salper, maneter, kammaneter och kolonibildande radiolarier. Jämfört med andra kräftdjursgrupper finns relativt få parasiter; ett exempel på sådana är vallössen. Cirka 8 000 arter är beskrivna, men man har uppskattat att 30 - 40 000 arter kan finnas. Rikligt med både arter och individer finns i arktiska och antarktiska hav, där de spelar stor roll i näringskedjorna.
Honan har, som alla peracarider, ett yngelrum (marsupium) på buksidan, bildat av plattor på thorakalbenen. Äggen förvaras där före befruktning och tills de kläcks. Det finns inga larvstadier, utan juvenila djur liknar adulta. Könsmognad uppnås i allmänhet efter 6 hudömsningar.
Genom fossil som inlagrats i bärnsten är det känt att märlkräftor levde för 40 miljoner år sedan. Gruppen uppkom dock troligen redan under Paleozoikum. De ursprungligaste formerna lever i Stilla havet, de mest utvecklade i Karibien.

## Systematik och några arter

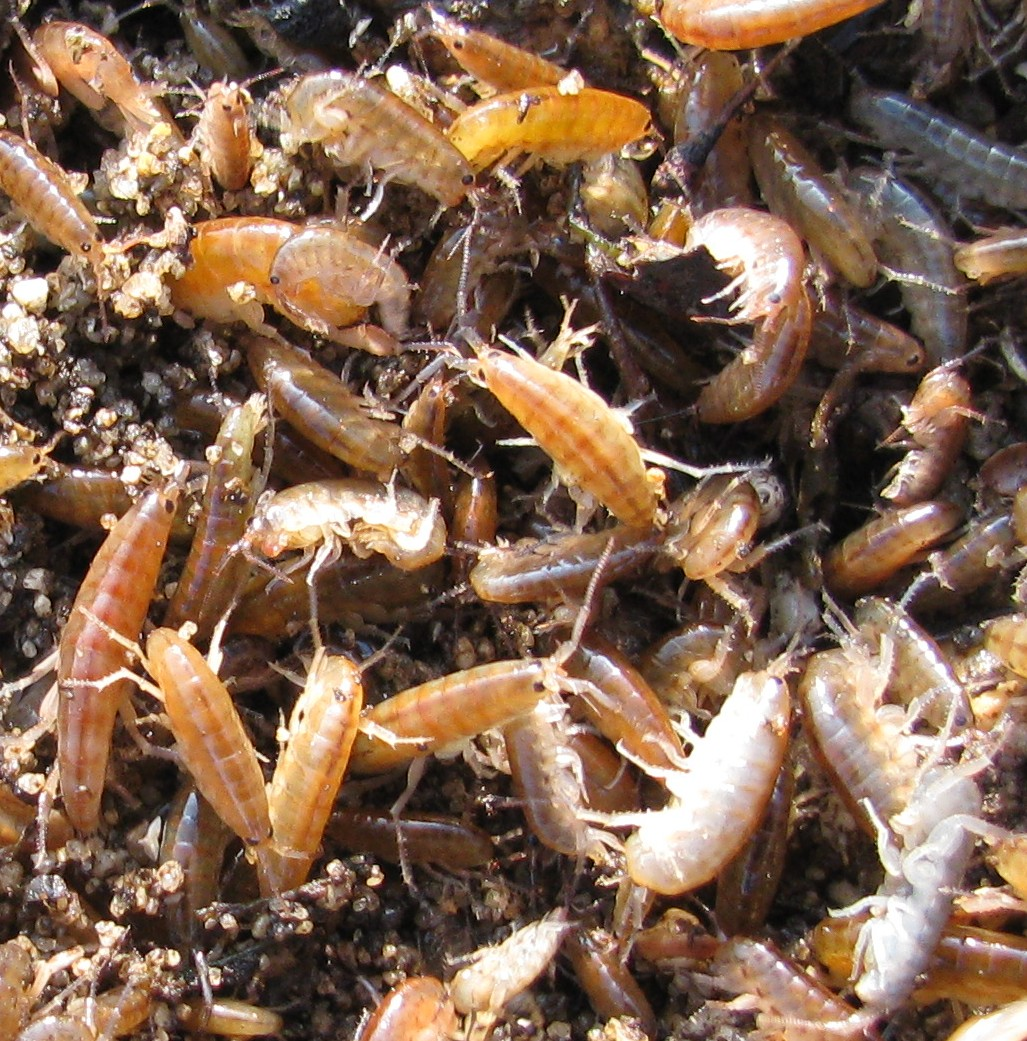
Gammaridea: Tångloppor, Orchestia gammarellus, finns i massor i tångvallar.

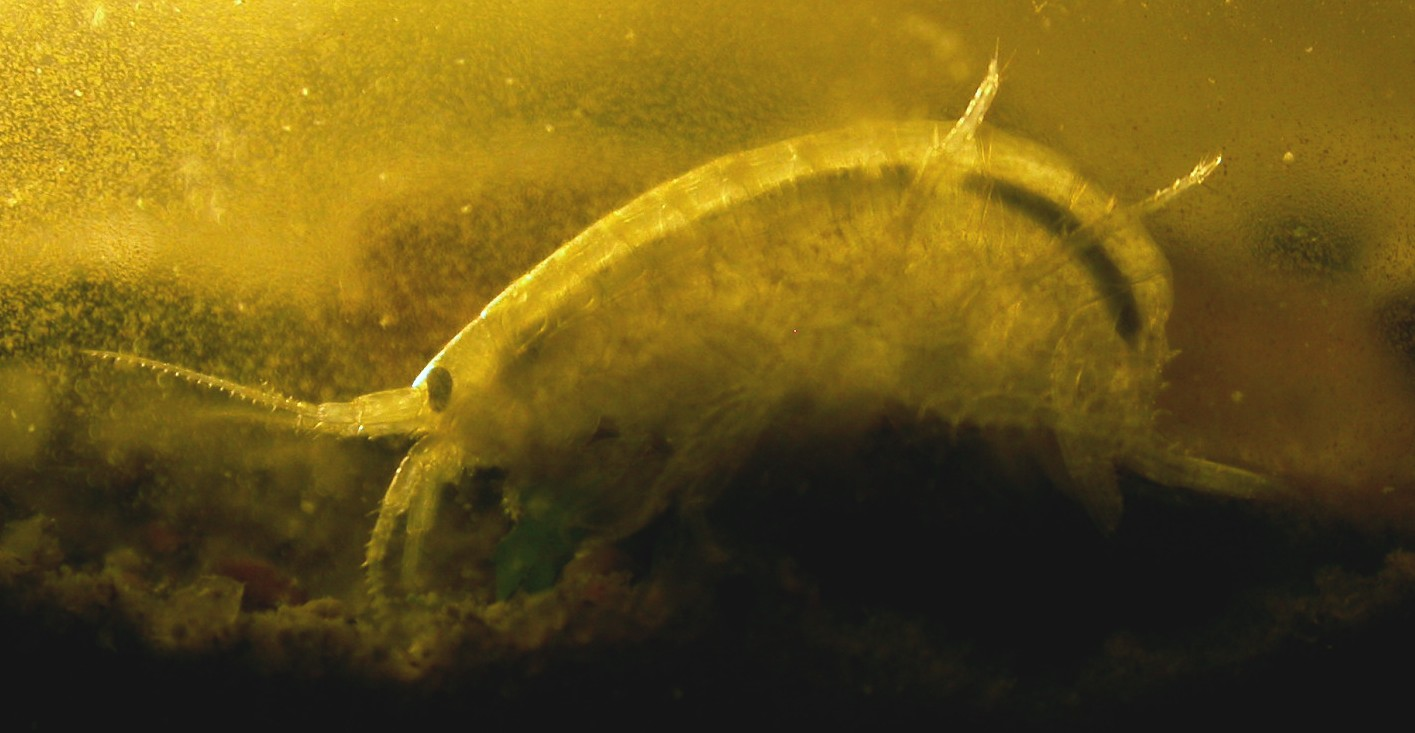
Gammaridea: Sötvattensmärla, Gammarus lacustris är vanlig i svenska insjöar.

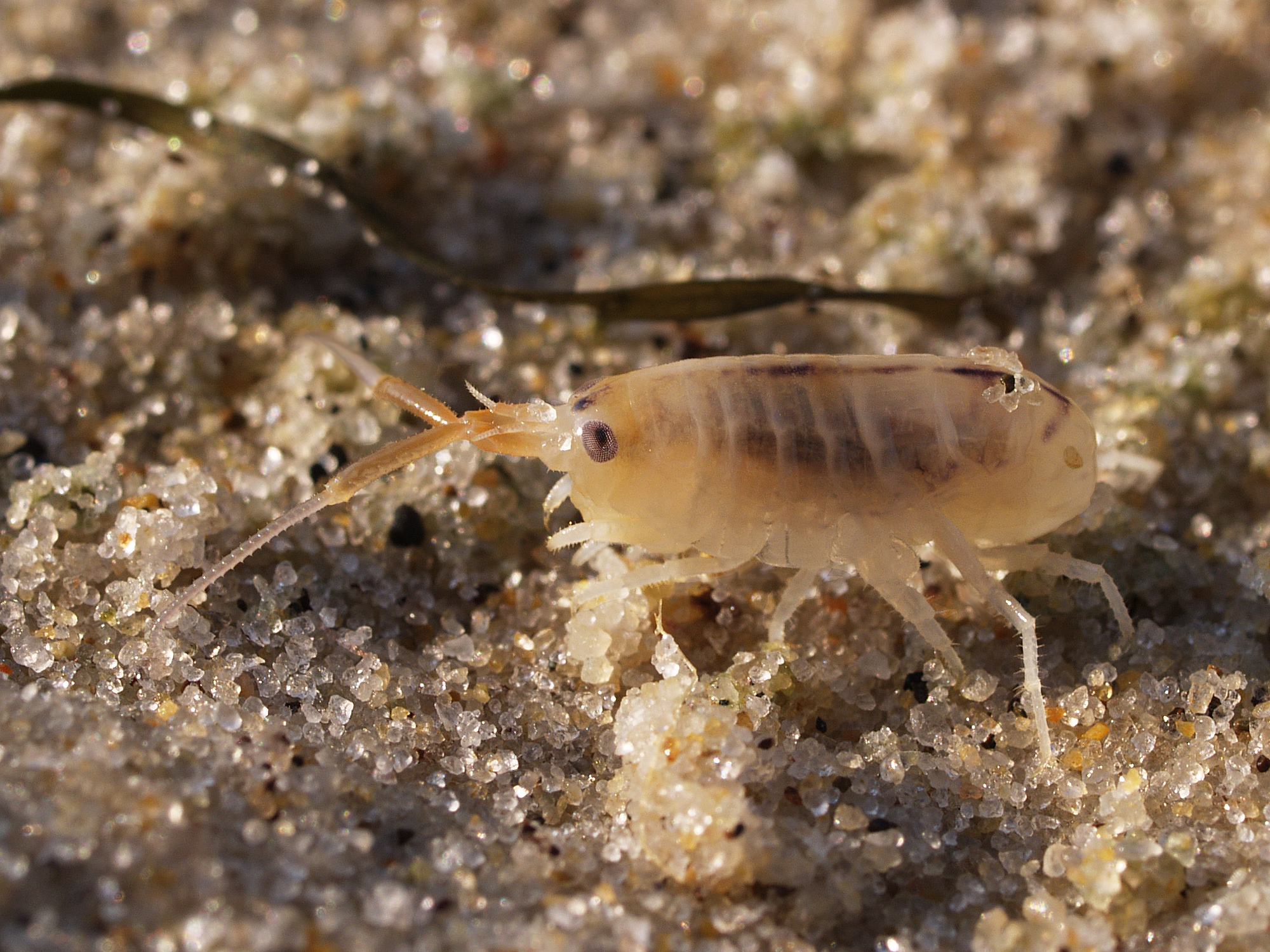
Gammaridea: Talitrus saltator, sandhoppare

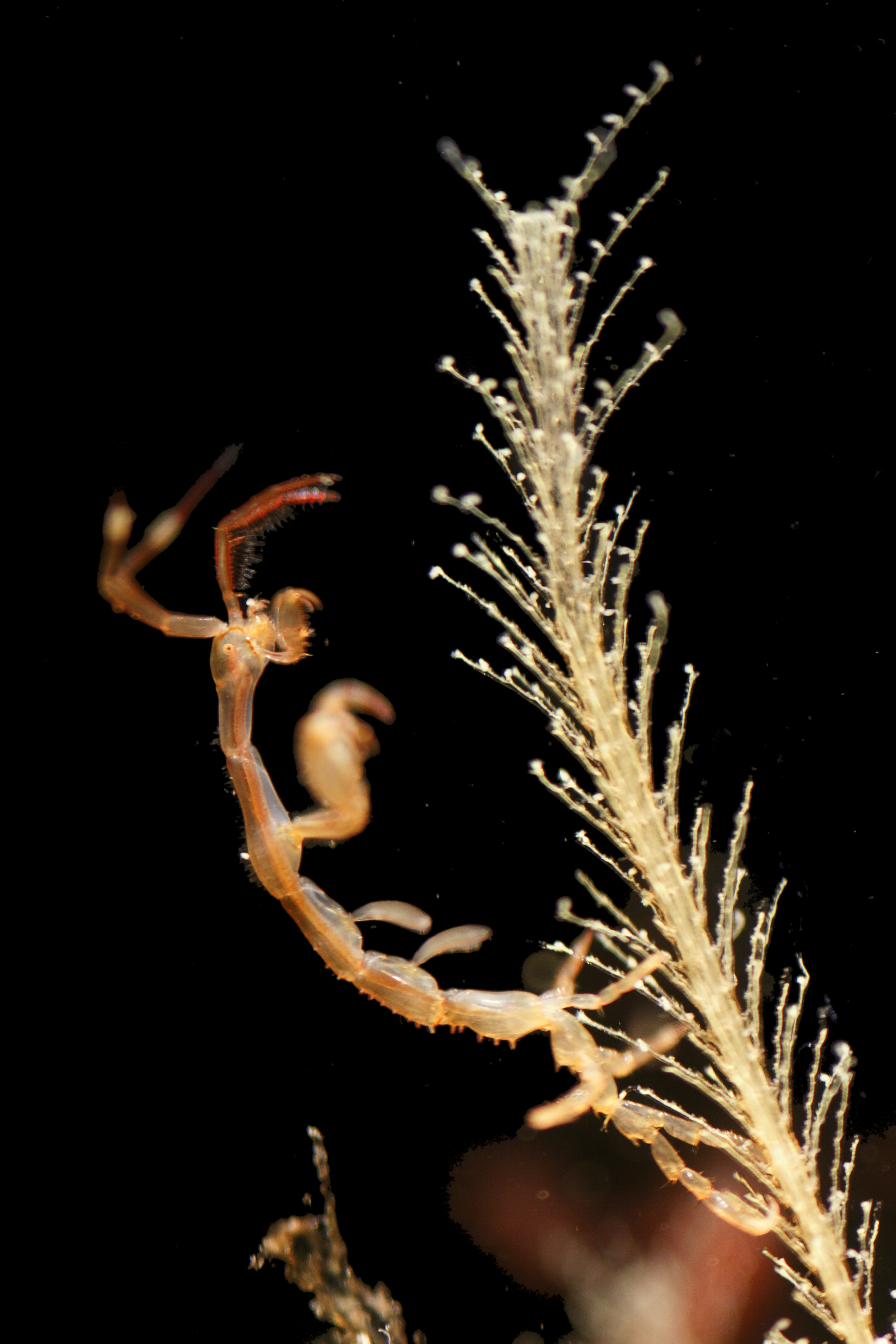
Caprellidea: Spökmärlan Caprella mutica

Amphipoda är en ordning inom överordningen Peracarida. Den delas i fyra underordningar:
Gammaridea
Hit hör den stora majoriteten amfipoder (cirka 5 500 arter) och här finns många ekologiska anpassningar. Släktet Gammarus förekommer både i svenska sötvatten och vid kusterna. I sötvatten finns Gammarus pulex och G. lacustris (sötvattensmärlor). Samma familj, Gammaridae, representeras av flera hundra endemiska arter i Bajkalsjön. I saltvatten finns ytterligare 8 Gammarus-arter, bland annat Gammarus locusta (tångmärla) som är mycket allmän. Många i familjen Lysianassidae är asätare och finns massvis på döda fiskar. Hit hör också den största amphipoden, Alicella gigantea, 12 cm, Atlanten. 
Släktena Haploops bygger decimeterlånga rör av dy på mjukbottnar, vilka kan dominera botten helt och har gett namn åt Haploops-samhället i södra Kattegatt och norra Öresund.
Släktena Bathyporeia och Haustorius har gett namn åt Bathyporeia-Haustorius-samhället i Kattegatt - södra Östersjön. Bathyporeia kan förekomma i tusentals per kvadratmeter och lever på kiselalger.
Corophium-arter (bland annat slammärla) bygger också rör och kan förekomma i tusental per kvadratmeter från Västkusten till Gävlebukten. I Ringköbing fjord på Jylland utgör de en mycket viktig föda för de stora mängder vadare som rastar där.
Orchestia gammarellus med flera (tångloppor eller kusthoppare), 15–17 mm, finns i massor i tångvallar och hoppar när man rör om i tången.
Talitrus saltator (sandhoppare) lever på sandstränder på land och rör sig på ytan på natten. Monoporeia (Pontoporeia) affinis (vitmärla) och Gammaracanthus lacustris är sötvattensarter som anses vara istidsrelikter.
Hyperiidea
I Sverige finns Hyperia galba, som är allmän. Den parasiterar i röd brännmanet (Cyanea capillata) och äter av manetens vävnader utan att utlösa nässelkapslarna. Hyperiderna är pelagiska marina former, som ofta har mycket stora komplexögon.
Caprellidea
Långsmala, mycket slanka djur, 6–32 mm, med långa antenner och delvis reducerade ben. Caprella linearis (spökmärla) och C. septentrionalis är mycket vanliga på alger vid stora delar av västkusten. Namnet Caprella syftar på de långa böjda antennerna (Capra = get). Till Caprellidea hör också vallössen, fam. Cyamidae,  till exempel släktet Cyamus, som är ektoparasiter på valar och sirendjur, där de gnager på huden. De är korta och breda med kraftiga ben. 
Ingolfiellidea
En liten grupp, cirka 40 arter, bland annat släktet Ingolfiella. De har en ytterst märklig utbredning. De små, långsmala arterna finns i djuphav, Sydasiens kust, sandlucksystem i Engelska kanalen, källor och grottor i Balkan och Afrika samt i grundvatten på flera kontinenter. Uppenbarligen har arterna varit isolerade mycket länge, men är ändå mycket lika.

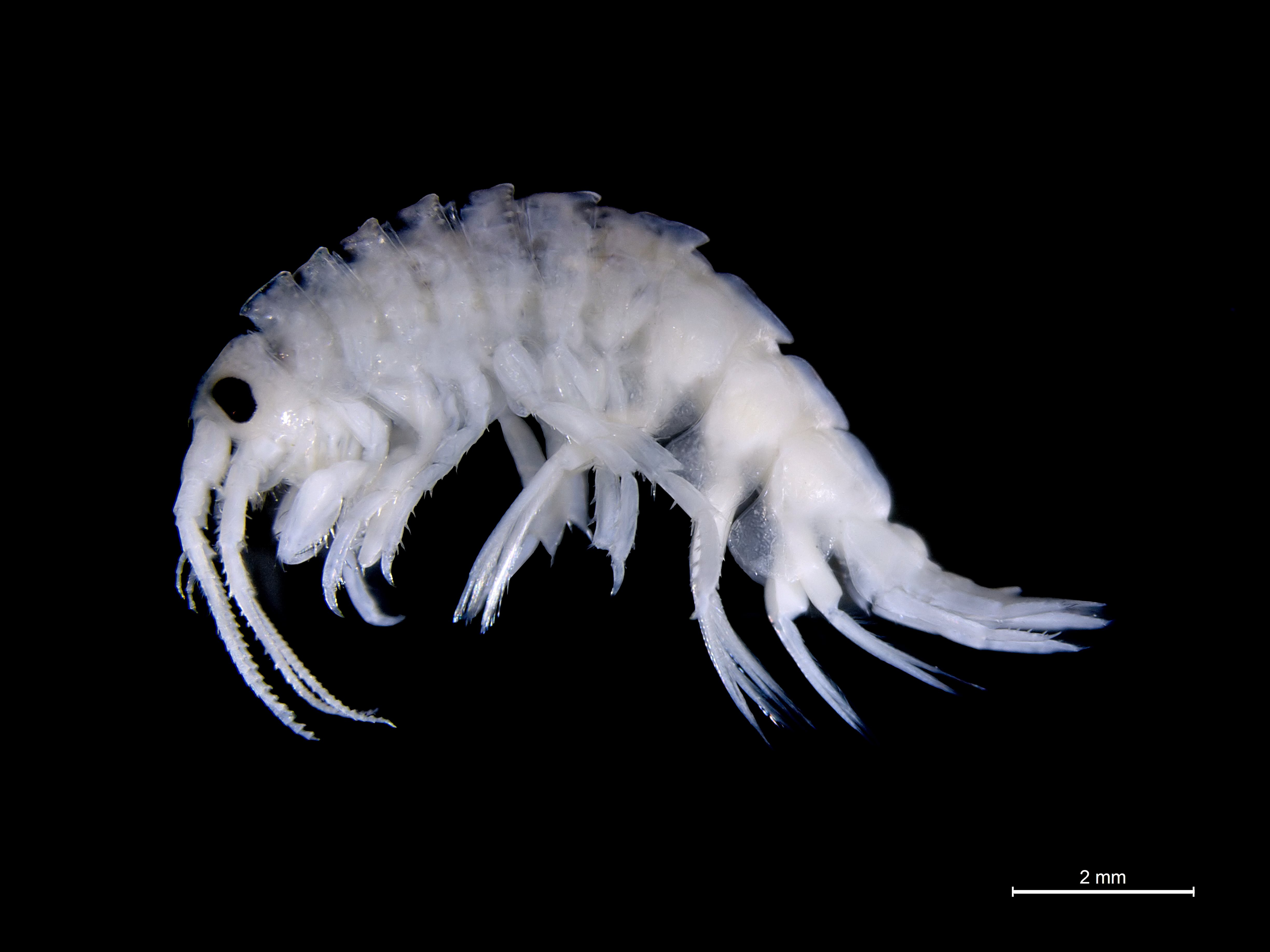
Gammaridea: Gammarellus angulosus
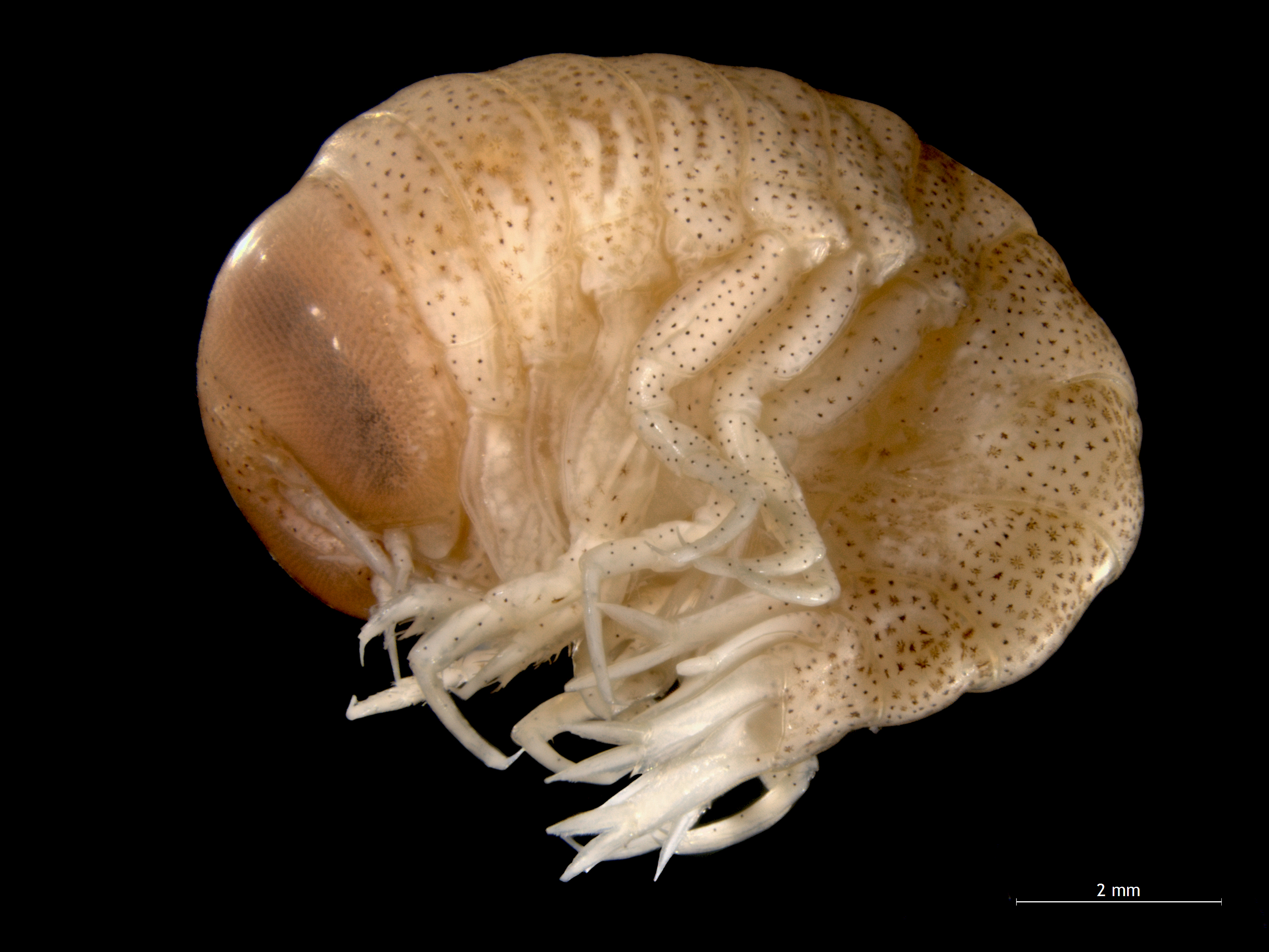
Hyperiidea: Hyperia galba parasiterar på brännmaneter.
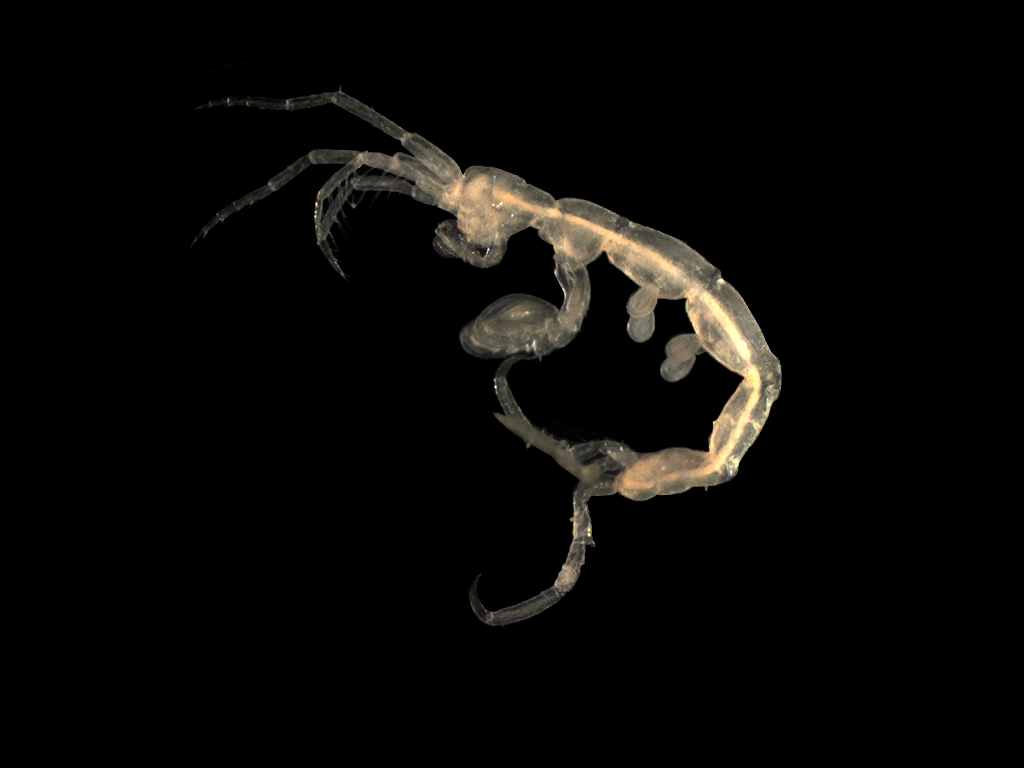
Caprellidea: En spökmärla, Pariambus typicus.
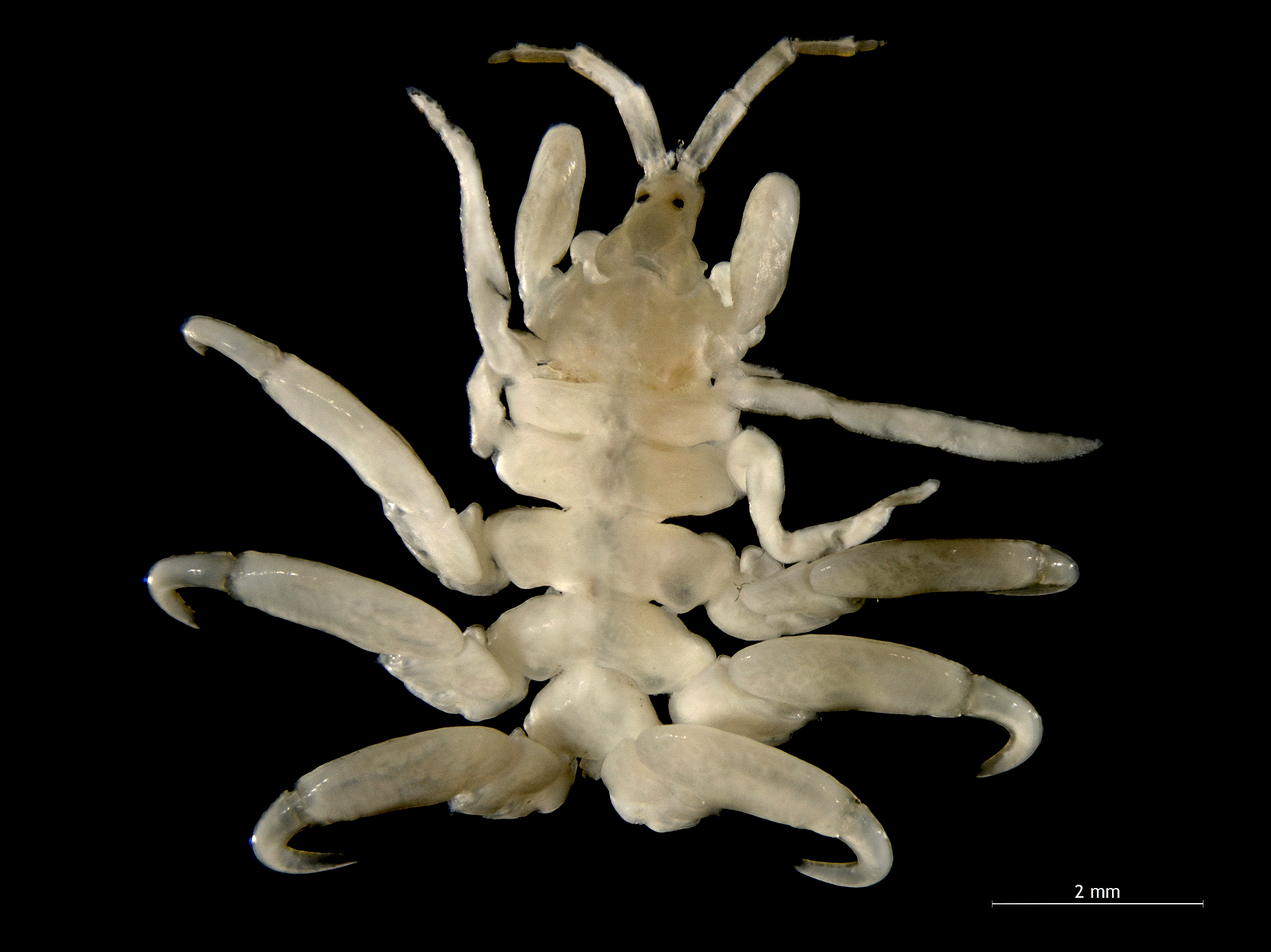
Caprellidea:Vallöss, t.ex. Cyamus boopis är ektoparasiter på valar.
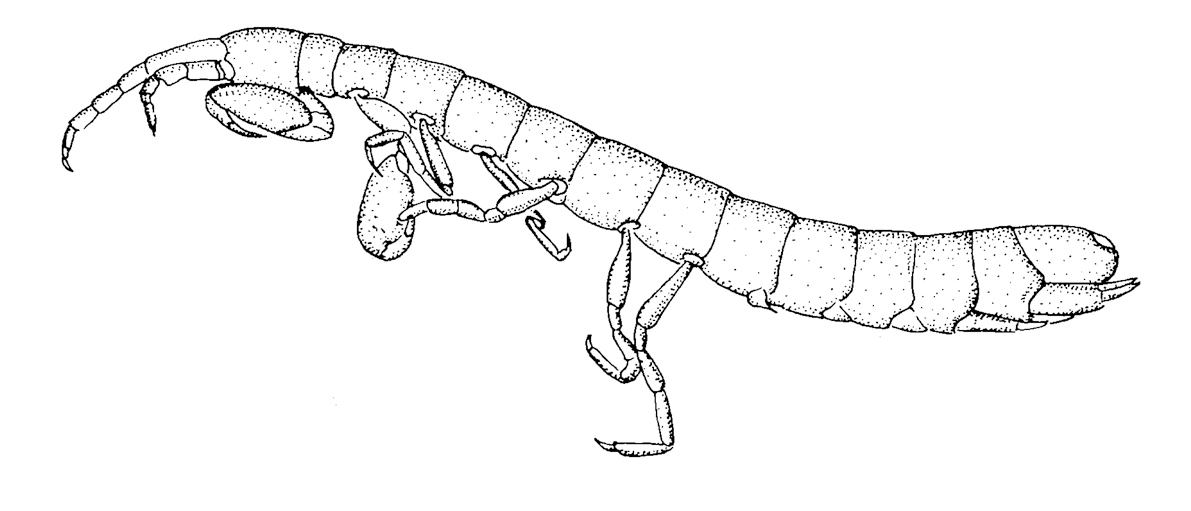
Ingolfiellidea: Ingolfiella ischitana.